# Wapen van Wirdum (Friesland)

Wapen van Wirdum

Het wapen van Wirdum is het dorpswapen van het Nederlandse dorp Wirdum, in de Friese gemeente Leeuwarden. Het wapen werd in de huidige vorm in 1989 geregistreerd.

## Geschiedenis
De oorsprong van het wapen is niet bekend. Wel werd het wapen reeds gebruikt bij dorpswapen in de jaren 50.

## Beschrijving
De blazoenering van het wapen luidt als volgt:
Gedeeld : I van sinopel; II In goud een uit de delingslijn komende dravend paard van sabel.
De heraldische kleuren zijn: sinopel (groen), goud (goud) en sabel (zwart).

## Zie ook

Vlag van Wirdum